# Тищенко Марія Олексіївна
Марія Олексіївна Ти́щенко (9 лютого 1910, Микільське — 12 травня 1983, Київ) — українська радянська скульпторка; членкиня Спілки радянських художників України.

## Біографія
Народилася 9 лютого 1910 року в селі Микільському (нині Полтавський район Полтавської області, Україна). 1939 року закінчила Київський художній інститут.
Мешкала в Києві в будинку на вулиці Дашавській, № 27, квартира № 36. Померла в Києві 12 травня 1983 року.

## Творчість
Працювала в галузі станкової скульптури: портрета та жанрової композиції. Серед робіт:
- проєкт пам'ятника Володимиру Маяковському (1939);
- портрет Дмитра Менделєєва (бетон, 1939);
- портрет Героя Радянського Союзу О. Філіпова (1943, гіпс);
- «Зоя Космодем'янська» (1947, у співавторстві з Галиною Вороніною);
- портрет Героя Соціалістичної Праці Пелагеї Криси (1949, гіпс);
- «Дівчинка із скакалкою» (1954);
- «У садку» (1957, дерево);
- «Бабуся з онуком» (1964);
- «Соняшник» (1968, гальванопластика).

Брала участь у республіканських виставках з 1945 року, всесоюзних — з 1957 року.